# Chikankata
Chikankata ist einer von 15 Distrikten in der Südprovinz in Sambia. Er hat eine Fläche von 2673 km² und 98.671 Einwohner (2022). Der Distrikt wurde im Dezember 2011 vom Distrikt Mazabuka abgespalten.

## Geografie
Chikankata befindet sich etwa 40 Kilometer südlich von Lusaka. Der Distrikt erhebt sich in der Mitte bis auf 1200 m und fällt nach Süden und Norden bis auf etwa 1000 m ab. Die Nordgrenze bildet der Fluss Kafue. Neben dem Kafue ist noch der Lusitu als wichtiges Gewässer im Distrikt zu nennen.
Der Distrikt grenzt im Osten an den Distrikt Chirundu, im Süden an Siavonga und Monze, im Westen an Mazabuka und im Norden an den Distrikt Kafue in der Provinz Lusaka.
Chikankata ist in acht Wards aufgeteilt:
- Kasengo
- Namalundu
- Musaya
- Nansenga
- Chitete
- Malala
- Mabwe Tuba
- Upper Kaleye

Der Distrikt hat zwei Chiefdoms, die Chief Mwenda und Chief Naluwama leiten.

## Wirtschaft
Die Kafue-Talsperre ist einer der größten Stromproduzenten Sambias und der größte Arbeitgeber im Distrikt. Sie wurde in der 1960er und 1970er Jahren gebaut, um die benötigte zusätzliche Energie für die expandierende Bergbauindustrie im Copperbelt zu liefern.
Die Mehrheit der Menschen in Chikankata ist allerdings in der Landwirtschaft tätig. Es wird vor allem Mais angebaut. Außer Kalomo produziert kein Distrikt so viel Mais wie Chikankata. Ein weiterer wichtiger Aspekt ist die Rinderzucht. Der Distrikt erprobt schonendere Formen der Landwirtschaft. Damit werden gute Erträge erzielt, insbesondere angesichts der ungünstigen Niederschlagsmuster im Distrikt.

## Infrastruktur
Chikankata ist einer der am schnellsten wachsenden Distrikte in Sambia. Durch den Distrikt führen zwei Hauptstraßen, die T1 und die T2. Chikankata liegt am Chirundu-Korridor.

### Bildung
An das Kraftwerk angeschlossen ist das Kafue Gorge Regional Training Centre, das gegründet wurde, um spezialisierte Schulungen in Wasserkraft und verwandten Ingenieurdisziplinen anzubieten. Das Schulungszentrum genießt international einen guten Ruf.
Es gibt zwei weiterführende Schulen im Distrikt. Eine ist die Chikankata High School, die von der Heilsarmee betrieben wird. Die Schule hat ungefähr 760 Schüler, von denen die meisten Internatsschüler sind, die hauptsächlich aus der Südprovinz und Lusaka kommen. Die Schule befand sich ursprünglich in Ibwe Munyama und zog erst 1945 an ihren heutigen Standort in Chikankata. 1960 wurde sie eine weiterführende Schule. Die andere ist die Namalundu Secondary School.
Daneben gibt es das Chikankata College of Bio-Medical Sciences, das Arbeitskräfte für das Gesundheitswesen ausbildet, und die Chikankata School of Nursing, die staatlich geprüfte Krankenschwestern ausbildet. Die Schule bietet E-Learning an.
Der Distrikt hat 30 Grundschulen (2014).

### Gesundheit
Chikankata hat zwei Krankenhäuser, zum einen das von der Heilsarmee betriebene Mission Hospital und zum anderen das Kafue Gorge Hospital. Darüber hinaus gibt es 15 ländliche Gesundheitszentren, die über den Distrikt verteilt sind.